# Lục quân Indonesia
Lục quân Indonesia (tiếng Indonesia: Tentara Nasional Indonesia Angkatan Darat (TNI-AD), n.đ. 'Indonesian National Military-Land Force') là nhánh thuộc Lực lượng vũ trang Indonesia. Nó có lực lượng ước tính khoảng 300.000 nhân sự hoạt động. Lịch sử Lục quân Indonesia bắt nguồn từ năm 1945 khi Tentara Keamanan Rakyat (TKR) "Lực lượng An ninh Nhân dân" lần đầu nổi lên như một quân đoàn bán quân sự và quân cảnh.